# Heinz Klever
Heinz Klever (* 26. Juli 1928; † 24. August 2006) war ein deutscher Kommunalpolitiker (CDU) und von 1968 bis 1999 ehrenamtlicher Bürgermeister von Kaarst.

## Familie
Klever hat zwei Töchter. Die ältere heißt Sabine Klever und die jüngere Annette Lenzen.

## Werdegang
Der Handwerksmeister übersiedelte 1963 von Düsseldorf nach Kaarst. Dort wurde er Mitglied der CDU und 1968 zum Bürgermeister gewählt. Er blieb 31 Jahre im Amt. Im Jahre 2004 schied er aus dem Stadtrat aus und wurde mit dem erstmals verliehenen Titel Ehrenbürgermeister geehrt. Klever war Mitglied der St. Hubertus-Schützen-Gesellschaft zu Neuss.

## Ehrungen
- 1986: Verdienstkreuz am Bande der Bundesrepublik Deutschland
- 2003: Verdienstkreuz 1. Klasse der Bundesrepublik Deutschland
- Ehrenbürgermeister der Stadt Kaarst
- Benennung einer Straße in Kaarst